# The Dreadnaught Factor
The Dreadnaught Factor est un jeu vidéo de type shoot 'em up développé par Tom Loughry et publié par Activision en 1983 sur Intellivision avant d’être porté sur Atari 5200 et Atari 8-bit. Le joueur est aux commandes d’une escadrille de petit vaisseau spatial chargé de stopper l’attaque d’une armada de gigantesques vaisseaux extraterrestres qui s’approche de la Terre,. Il doit pour cela effectuer de multiples survols des vaisseaux ennemis pour détruire leurs canons et leurs buses d’aérations afin de les neutraliser. Il dispose au départ de dix vaisseaux spatiaux, qu’il utilise individuellement pour attaquer. Avec ces derniers, il survole le pont d’un vaisseau ennemi, qui fait plusieurs écrans de long et qui est garni d’armes et de systèmes de défense. Lors de ces survols, le vaisseau du joueur avance en continue et ne peut revenir en arrière. Pendant ces attaques, le vaisseau ennemi continue de s’approcher de la Terre et si le joueur ne le détruit pas suffisamment vite, il arrive à portée de tir de la planète. Le joueur peut cependant le ralentir en détruisant un de ses quatre moteurs. 